# Robin Skynner
Robin Skynner (ur. 16 sierpnia 1922, zm. 2000) – brytyjski psychiatra, pionier techniki grupowej i terapii rodzinnej. Współuczestniczył w zakładaniu Instytutu Analizy Grupowej oraz Instytutu Rodzinnej Terapii. Wspólnie z aktorem Johnem Cleese'em napisał dwa popularne poradniki psychologiczne: Żyć w rodzinie i przetrwać oraz Żyć w tym świecie i przetrwać.

## Publikacje
- Jedno ciało - oddzielne osoby (One Flesh: Separate Persons)
- Zasady rodzinnej i małżeńskiej terapii (Principles of Family and Marital Psychotherapy)
- Poszukiwania wspólne z rodzinami (Explorations with Families)
- Instytuty i jak w nich przetrwać (Institutes and How to Survive Them)
- Żyć w rodzinie i przetrwać (Families and How to Survive Them)
- Żyć w tym świecie i przetrwać (Life and How to Survive It)